# 신비한 바다의 나디아
《신비한 바다의 나디아》(일본어: ふしぎの海のナディア 후시기노 우미노 나디아[*], 영어: Nadia: The Secret of Blue Water)는 《신세기 에반게리온》으로도 유명한 안노 히데아키가 처음으로 감독한 TV 방영작이자 가이낙스의 첫 TV 애니메이션이다. 일본에서는 1990년에서 1991년까지 총 39화로 방영되었다.
쥘 베른의 《해저 2만리》를 원작으로 한 해양 모험극이며, 프랑스 파리에서 열린 1889년 만국 박람회에서 비행 대회에 참가한 장 로크 라르티크가 나디아 라 아르월이라는 소녀와 만나면서 모험에 나선다는 내용을 담고 있다. 하지만 원작보다 규모가 더 크게 제작되었다. 자유분방한 가이낙스의 분위기 때문에 방송사인 NHK와 표현 문제로 잦은 마찰을 빚은 것으로 유명하다.
대한민국에서는 MBC에서 방영(1992)(매주 목 ~ 금 18:10 ~ 18:40)되어 큰 인기를 얻었고, 이후 다시 MBC에서 재방영된 뒤, 투니버스에서 재방송 되었다. 극장판 '블루 워터의 비밀'은 KBS1에서 방영되었다. 1993년 MBC 방영본에서 삭제되었던 34화 삽입곡들이 투니버스에서 새로 만들어 삽입되었다.

## 관련 용어
- 블루워터 (Blue Water)

트리스메기스토스, 현자의 돌, 아틀란티스의 영혼의 이음고리, 광(光)컴퓨터, 바벨탑의 제어장치. 가고일과 네오의 주장에 따르면, 블루워터의 정통계승자는 네오였는데, 네오가 죽자, 나디아가 계승자가 된다. 나디아의 블루워터는 위험상황이 발생해야 빨간색으로 반짝인다(미리 알려주는 것도 아니고, 이미 어쩔 수 없는 상황에서야 반짝인다. 상황을 미리 알려주는 역할은 없는 것으로 생각되며, 이 부분에 있어서는 별도움이 되지 않는다. 그리고 쓸데없이 번쩍인 경우도 있다.). 나디아가 던져도 돌아오기 때문에 나디아가 계속 갖고 있을 수 있었으며, 나디아를 운명에 얶매이게 한다.
- 노티러스 호 (Nautilus) (엘트리움 (Eltreum))

고대 아틀란티스의 행성간 항행용 아광속 우주선 엘토리움을 네모 선장 일행이 잠수함으로 복원하고 노틸러스라는 이름을 붙임. 1888년 6월 21일 진수. 전장 152m, 수중배수량 12,000톤. 주 동력원은 상온 쌍소멸 엔진. 잠수함으로써의 추진 방식은 수류 제트. 유도탄 및 항공폭뢰를 탑재하고 있다. 모항은 남극대륙 중앙부의 고대 아틀란티스의 남극비밀기지. 실제 탑승 승무원은 170명 이상으로 추정된다. 노틸러스는 앵무조개를 뜻하며, 미해군 세계 최초 핵잠수함의 이름(SSN-571 노틸러스)으로도 사용되었다.
- 뉴 노티러스 호 (New Nautilus) (엑셀리온 (Excelion))

고대 아틀란티스의 항성간 항행용 초광속 우주선 아틀란엑셀리온을 네모 선장 일행이 복원. 1890년 5월 31일 임시 진수. 1890년 6월 네오 아틀란티스의 선전포고 후, 정식 진수를 통해 오가사와라 제도에서 출격한다. 주 동력원은 레드노아와 동형인 올페우스형의 축퇴로. 보조 동력원인 상온 쌍소멸 엔진은 플라이 휠을 구동. 길이는 333.33m. 기본중량 38,000톤. 대기권에서 시속 12,000km의 속도를 보인 적이 있다. 가변익이며, 2문의 광선포 및 항공유도탄, 호밍 레이저 등으로 무장하고 있다.
- 바벨탑, 바벨의 빛

고대 아틀란티스인이 만든 바벨탑으로 발광되는 에너지. 본래 고대 아틀란티스인들은 277.5 광년에 떨어진 M78성운의 고향별로 신호를 보내기 위하여 바벨의 빛을 이용했으나, 네오 아틀란티스는 지구 둘레의 위성을 이용하여 반사시킨 바벨의 빛으로 무기화하여 좋지 못한 용도로 사용되는 궁극의 에너지. 바벨의 빛은 제어하기가 매우 힘든 것으로 생각되며, 완전한 제어를 위해 제어장치로서 블루워터가 필요하다. 제어를 잃게 되어 자폭한 경우가 적어도 2회인 것으로 나온다(나탈 해역에 가라앉은 사원과 타르테소스 왕국).
- 인조 바벨탑

1877년 옛 타르테소스 왕국(블루 노아)에 있던 바벨탑 파괴이후 네오 아틀란티스는 12년간의 시간과 천문학적인 비용을 들여, 대서양 베르데 제도의 마하르 섬에서 인조 바벨탑 건설에 성공한다. 하지만, 제어에 실패 하여 마하르 비밀 기지와 함께 자폭한다.
- 미카엘 (Michael), 루시퍼 (Lucifer)

고대 아틀란티스의 유산으로 바벨의 빛을 반사하기 위한 목적으로 사용되었다. 미카엘은 마하르의 인조 바벨탑의 빛을 반사하였고(1889년), 네오 아틀란티스의 전 세계 선전포고시에도 사용된 것으로 생각되며(이 때에는 고대 아틀란티스의 여러 위성이 이용된다), 선전포고 24시간 이후 발사된 바벨의 빛을 반사하기를 기다리는 순간, 뉴 노티러스호의 전자포 공격으로 인해 궤도상에서 파괴되었다. 루시퍼는 뉴 노티러스호를 공격하기 위한 바벨의 빛을 반사시키는데 사용된다.
- 네오 아틀란티스 제국

고대 아틀란티스가 멸망한 1만 2천년전부터 내려온 아틀란티스의 타르테소스 왕국을 쿠데타로 전복 후 수립된 제국. 블루워터를 이용하여 고대 아틀란티스의 질서를 회복시키려 함. 하지만, 타르테소스 왕국의 전 국왕이었던 네모선장에 의해 바벨탑이 자폭하고, 제국은 폐허가 된다. 이후, 13년 동안 네오 아틀란티스 제국은 마하르 제도의 비밀기지 건설, 공중전함 2기 건조, 가히쉬 수십척 건조 등의 눈부신 발전을 이루게 된다.
- 가히쉬 (Garfish)

네오아틀란티스제국의 주력 잠수함. 전장 148m. 추진 방식은 노티러스와 같은 수류 제트. 세계의 바다를 누비며 상선을 침몰시키게 된다. 정확한 건조 대수를 알려져 있지 않지만, 마하르 기지에서 다수가 인조 바벨탑에 의해 파괴되었고, 0호 작전(자폭 작전)에 1척, 게르마틱해전에서 노티러스호의 유도탄에 의해 6척, 항공 폭뢰로 4척. 바로 직후 게르마틱 해구에서 십수척이 전멸. 가피시 28호는 0호 작전 이후 최초로 노티러스호를 포착, 교전을 개시하였으나 격침당함. 가피시 33호는 인도양에서 신성대요새 레드노아 추격한 적이 있음.
- 공중전함

네오아틀란티스의 신형 무기. 화력 발전을 주 동력으로 반중력 장치에 의해 공중에 뜰 수 있다. 총 2대가 건조된 것으로 나온다. 슈퍼 캐치 광선과 원자진동포를 이용한 D2 작전으로 게르마틱 해구 상공에서 노티러스호를 무력화시켜 침몰시키지만, 1890년 5월 31일 타르테소스 상공에서 뉴 노티러스호의 광선포 의해 1대가 피격, 추락 후 폭발한다. 나머지 한 대는 소재 불명.
- 레드 노아 (Red Noah) (움직이는 섬)

고대 아틀란티스인이 고향별로부터 타고온 우주선 중 하나. 가고일은 신성대요새라고 부른다. 언제서부터인가 바다를 떠돌아 다니고 있다가, 네오 황제에 의해 네오 아틀란티스 제국에 편입되었고, 1890년 파리 상공에 나타나 전 세계를 대상으로 선전 포고를 할 때에 바벨의 빛을 발사하게 된다. 우주로 상승하여, 뉴 노티러스호를 향해 바벨의 빛을 발사하게 된다. 최종적으로 대기권으로 재진입 중 산산히 부숴지게 된다. 아담스원반형, 지름 12.2km. 뉴 노티러스호와 동형의 축퇴로가 주동력원. 레드노아의 바벨탑은 다른 바벨탑과 달리 고정형이 아니라 가변형이다.
- 블루 노아 (Blue Noah) (타르테소스 왕국)

타르테소스 왕국이 블루 노아의 표면에 존재한다. 레드 노아와 마찬가지로 고향별에서 온 우주선이다. 1만 2천년 고대 아틀란티스인의 전쟁으로 인해 현재 위치에 불시착하게 된다(레드노아의 만들어진 자가 말한 제2판게니아 대륙). 바벨탑은 봉인되었으나, 쿠데타로 생겨난 네오 아틀란티스 제국에 의해 봉인이 풀리고 재가동되었을 때, 제어 장치를 블루워터의 분리로 인해 자폭하게 됨.
- 그린 노아 (Green Noah) (아틀란티스)

레드노아, 블루노아와 함께 240만년전에 불시착한 노아 중 하나이다. 정확한 상황은 알 수 없으나, 1만 2천년전 많은 아틀란티스인들이 바로 이 아틀란티스의 가라앉은 사원이라 불리는 곳에서 죽었다고 한다.
- 오렌지 노아 (Orange Noah) (테이블 타운)

- 남극비밀기지

고대 아틀란티스이 2만년 전에 남극 대륙 한가운데 지하(원유가 땅아래에서부터 아니라 천장으로부터 내려옴)에 만든 것이다. 노티러스호의 보급기지로 활용되고 있으나, 네오 아틀란티스의 가히쉬에 의한 접근은 불가한 것으로 생각된다. 펭귄이 관리를 하고 있으며, 네모선장의 친구이며 2만살인 이리온이 서식하고 있다.

## 에피소드
| 회차 | 부제                                                | 각본                                              | 스토리보드                                          | 연출                                              | 작화 감독                                                                   | 본 방송일        | 본 방송일        |
| 회차 | 부제                                                | 각본                                              | 스토리보드                                          | 연출                                              | 작화 감독                                                                   | 일본             | 대한민국         |
| ---- | --------------------------------------------------- | ------------------------------------------------- | --------------------------------------------------- | ------------------------------------------------- | --------------------------------------------------------------------------- | ---------------- | ---------------- |
| 1화  | 에펠탑의 소녀 (エッフェル塔の少女)                  | 오오카와 히사오(大川久男)                         | 코우 유우(紅優) 안노 히데아키(庵野秀明)             | 코우 유우(紅優)                                   | 스즈키 슌지(鈴木俊二)                                                       | 1990년 4월 13일  | 1992년 10월 22일 |
| 2화  | 작은 도망자 (小さな逃亡者)                          | 오오카와 히사오(大川久男)                         | 마스오 쇼이치(増尾昭一)                             | 마스오 쇼이치(増尾昭一)                           | 쿠보오카 토시유키(窪岡俊之)                                                 | 1990년 4월 20일  | 1992년 10월 23일 |
| 3화  | 수수께끼의 바다괴물 (謎の大海獣)                    | 오오카와 히사오(大川久男)                         | 마사 유키(摩砂雪)                                   | 마사 유키(摩砂雪)                                 | 스즈키 슌지(鈴木俊二)                                                       | 1990년 4월 27일  | 1992년 10월 29일 |
| 4화  | 만능잠수함 노티러스 호 (万能潜水艦ノーチラス号)     | 오오카와 히사오(大川久男)                         | 요네타니 요시토모(米たにヨシトモ)                   | 요네타니 요시토모(米たにヨシトモ)                 | 타케우치 아키라(竹内啓)                                                     | 1990년 5월 4일   | 1992년 10월 30일 |
| 5화  | 마리의 섬 (マリーの島)                              | 오오카와 히사오(大川久男)                         | 모리 타케시(もりたけし)                             | 마스나리 코지(舛成孝二)                           | 마츠바라 히데노리(松原秀典)                                                 | 1990년 5월 11일  | 1992년 11월 5일  |
| 6화  | 외딴 섬의 요새 (孤島の要塞)                         | 오오카와 히사오(大川久男)                         | 모리 타케시(もりたけし)                             | 모리 타케시(もりたけし)                           | 아베 츠카사(阿部司)                                                         | 1990년 5월 18일  | 1992년 11월 6일  |
| 7화  | 바벨탑 (バベルの塔)                                 | 오오카와 히사오(大川久男)                         | 앨런 스미시(Alan Smithee)                           | 사사키 히로유키(佐々木裕之)                       | 카와나 쿠미코(川名久美子)                                                   | 1990년 5월 25일  | 1992년 11월 12일 |
| 8화  | 나디아 구출작전 (ナディア救出作戦)                  | 오오카와 히사오(大川久男)                         | 모리 타케시(もりたけし)                             | 모리 타케시(もりたけし)                           | 스즈키 슌지(鈴木俊二) 사다모토 요시유키(貞本義行)                           | 1990년 6월 1일   | 1992년 11월 13일 |
| 9화  | 네모의 비밀 (ネモの秘密)                            | 오오카와 히사오(大川久男)                         | 안노 히데아키(庵野秀明) 모리 타케시(もりたけし)     | 스즈키 유키오(鈴木幸雄)                           | 쿠기미야 히로시(釘宮洋)                                                     | 1990년 6월 8일   | 1992년 11월 19일 |
| 10화 | 그라탱의 대활약 (グラタンの活躍)                    | 오오카와 히사오(大川久男)                         | 이케가미 타카마사(池上誉優) 마에다 마히로(前田真宏) | 카미야 준(神谷純)                                 | 카와나 쿠미코(川名久美子)                                                   | 1990년 6월 15일  | 1992년 11월 26일 |
| 11화 | 노티러스 호의 신입생 (ノーチラス号の新入生)         | 오오카와 히사오(大川久男)                         | 모리 타케시(もりたけし)                             | 사사키 히로유키(佐々木裕之)                       | 카세 마사히로(加瀬政広) 히라마츠 타다시(平松禎史)                           | 1990년 6월 22일  | 1992년 12월 3일  |
| 12화 | 그랑디스의 첫사랑 (グランディスの初恋)              | 오오카와 히사오(大川久男)                         | 쿠보오카 토시유키(窪岡俊之)                         | 쿠보오카 토시유키(窪岡俊之)                       | 스즈키 슌지(鈴木俊二)                                                       | 1990년 7월 6일   | 1992년 12월 4일  |
| 13화 | 달려라! 마리 (走れ!マリー)                          | 오오카와 히사오(大川久男)                         | 마사 유키(摩砂雪)                                   | 모리 타케시(もりたけし)                           | 야나기다 요시아키(柳田義明)                                                 | 1990년 7월 13일  | 1992년 12월 10일 |
| 14화 | 디닉치스의 골짜기 (ディニクチスの谷)                | 오오카와 히사오(大川久男)                         | 스즈키 유키오(鈴木幸雄) 모리 타케시(もりたけし)     | 스즈키 유키오(鈴木幸雄)                           | 쿠기미야 히로시(釘宮洋)                                                     | 1990년 7월 20일  | 1992년 12월 17일 |
| 15화 | 노티러스 호의 최대 위기 (ノーチラス最大の危機)      | 오오카와 히사오(大川久男)                         | 스즈키 유키오(鈴木幸雄)                             | 스즈키 유키오(鈴木幸雄)                           | 카세 마사히로(加瀬政広) 히라마츠 타다시(平松禎史)                           | 1990년 7월 27일  | 1992년 12월 18일 |
| 16화 | 사라진 대륙의 비밀 (消えた大陸の秘密)               | 오오카와 히사오(大川久男)                         | 마에다 마히로(前田真宏)                             | 모리 타케시(もりたけし)                           | 카와나 쿠미코(川名久美子)                                                   | 1990년 8월 24일  | 1992년 12월 25일 |
| 17화 | 쟝의 새로운 발명 (ジャンの新発明)                   | 오오카와 히사오(大川久男)                         | 모리 타케시(もりたけし)                             | 모리 타케시(もりたけし)                           | 마사 유키(摩砂雪)                                                           | 1990년 8월 31일  | 1993년 1월 7일   |
| 18화 | 남극의 비밀기지 (ノーチラス対ノーチラス号)          | 오오카와 히사오(大川久男) 타나미 야스오(田波靖男) | 하이나 노부히코(孩菜来子)                           | 마키노 시게토(牧野滋人)                           | 쿠기미야 히로시(釘宮洋)                                                     | 1990년 9월 7일   | 1993년 1월 8일   |
| 19화 | 네모 선장과 흰 고래 (ネモの親友)                    | 오오카와 히사오(大川久男) 타나미 야스오(田波靖男) | 모리 타케시(もりたけし)                             | 카와바타 렌지(川端蓮司)                           | 타카다 코이치(高田耕一)                                                     | 1990년 9월 14일  | 1993년 1월 14일  |
| 20화 | 가고일의 역습 (ジャンの失敗)                        | 오오카와 히사오(大川久男) 타나미 야스오(田波靖男) | 마사 유키(摩砂雪)                                   | 모리 타케시(もりたけし)                           | 쿠보오카 토시유키(窪岡俊之)                                                 | 1990년 9월 21일  | 1993년 1월 15일  |
| 21화 | 노티러스 호의 최후 (さよなら…ノーチラス号)          | 오오카와 히사오(大川久男) 타나미 야스오(田波靖男) | 히구치 신지(樋口真嗣)                               | 타카야마 후미히코(高山文彦)                       | 사다모토 요시유키(貞本義行)                                                 | 1990년 10월 26일 | 1993년 1월 28일  |
| 22화 | 에레크트라의 반란 (裏切りのエレクトラ)              | 오오카와 히사오(大川久男) 타나미 야스오(田波靖男) | 마에다 마히로(前田真宏)                             | 코우 유우(紅優)                                   | 스즈키 슌지(鈴木俊二)                                                       | 1990년 11월 2일  | 1993년 1월 29일  |
| 23화 | 어린 표류자들 (小さな漂流者)                        | 오오카와 히사오(大川久男) 타나미 야스오(田波靖男) | 모리 타케시(もりたけし)                             | 모리 타케시(もりたけし)                           | 모리 타케시(もりたけし)                                                     | 1990년 11월 9일  | 1993년 2월 4일   |
| 24화 | 이 섬은 링컨 섬 (リンカーン島)                      | 오오카와 히사오(大川久男) 타나미 야스오(田波靖男) | 모리 타케시(もりたけし)                             | 마키노 시게토(牧野滋人)                           | 코이즈미 노보루(小泉昇)                                                     | 1990년 11월 16일 | 1993년 2월 5일   |
| 25화 | 또 한번의 화해 (はじめてのキス)                     | 오오카와 히사오(大川久男) 타나미 야스오(田波靖男) | 히구치 신지(樋口真嗣)                               | 아와이 시게노리(粟井重紀)                         | 나카자와 카즈토(中澤一登)                                                   | 1990년 11월 30일 | 1993년 2월 11일  |
| 26화 | 외로운 킹 (ひとりぼっちのキング)                    | 오오카와 히사오(大川久男) 타나미 야스오(田波靖男) | 히구치 신지(樋口真嗣)                               | 카와바타 렌지(川端蓮司)                           | 타카다 코이치(高田耕一)                                                     | 1990년 12월 7일  | 1993년 2월 12일  |
| 27화 | 마녀의 섬 (魔女のいる島)                            | 오오카와 히사오(大川久男) 타나미 야스오(田波靖男) | 모리 타케시(もりたけし)                             | 우다 타다오키(宇田忠順)                           | 김세창(金世昌)                                                              | 1990년 12월 14일 | 1993년 2월 18일  |
| 28화 | 마녀의 정체 (流され島)                              | 오오카와 히사오(大川久男) 타나미 야스오(田波靖男) | 마사 유키(摩砂雪) 히구치 신지(樋口真嗣)             | 카와바타 렌지(川端蓮司)                           | 백남열(白南烈)                                                              | 1990년 12월 21일 | 1993년 2월 19일  |
| 29화 | 싸움은 이제 그만! (キング対キング)                  | 오오카와 히사오(大川久男) 타나미 야스오(田波靖男) | 모리 타케시(もりたけし) 마사 유키(摩砂雪)           | 마키노 시게토(牧野滋人)                           | 코이즈미 노보루(小泉昇)                                                     | 1991년 1월 11일  | 1993년 2월 26일  |
| 30화 | 바다 밑의 수수께끼 (地底の迷路)                     | 오오카와 히사오(大川久男) 타나미 야스오(田波靖男) | 히구치 신지(樋口真嗣)                               | 모리 타케시(もりたけし)                           | 혼다 타케시(本田雄)                                                         | 1991년 1월 25일  | 1993년 3월 4일   |
| 31화 | 나디아의 운명 (さらば、レッドノア)                  | 오오카와 히사오(大川久男) 타나미 야스오(田波靖男) | 쿠보오카 토시유키(窪岡俊之)                         | 호시노 히로미츠(星野寛満)                         | 쓰루마키 가즈야(鶴巻和哉)                                                   | 1991년 2월 1일   | 1993년 3월 5일   |
| 32화 | 무서운 땅, 아프리카 (ナディアの初恋…?)              | 오오카와 히사오(大川久男) 타나미 야스오(田波靖男) | 모리 타케시(もりたけし)                             | 호시노 히로미츠(星野寛満)                         | 노구치 히로키(野口啓生)                                                     | 1991년 2월 8일   | 1993년 3월 11일  |
| 33화 | 킹 구출작전 (キング救助作戦)                        | 오오카와 히사오(大川久男) 타나미 야스오(田波靖男) | 마사 유키(摩砂雪)                                   | 카와바타 렌지(川端蓮司)                           | 타카다 코이치(高田耕一)                                                     | 1991년 2월 15일  | 1993년 3월 12일  |
| 34화 | 귀여운 나디아 (총집편) (いとしのナディア♥ (総集編)) | 오오카와 히사오(大川久男) 타나미 야스오(田波靖男) | 모리 타케시(もりたけし)                             | 우다 타다오키(宇田忠順) 사츠카와 아키오(薩川昭夫) | 김세창(金世昌) 안노 히데아키(庵野秀明)                                      | 1991년 2월 22일  | 미방영           |
| 35화 | 블루워터의 비밀 (ブルー・ウォーターの秘密)          | 오오카와 히사오(大川久男) 타나미 야스오(田波靖男) | 마에다 마히로(前田真宏)                             | 호시노 히로미츠(星野寛満) 마에다 마히로(前田真宏) | 혼다 타케시(本田雄)                                                         | 1991년 3월 1일   | 1993년 3월 18일  |
| 36화 | 노티러스 호의 부활 (万能戦艦Ν-ノーチラス号)         | 오오카와 히사오(大川久男) 타나미 야스오(田波靖男) | 마사 유키(摩砂雪)                                   | 호시노 히로미츠(星野寛満)                         | 쿠보오카 토시유키(窪岡俊之)                                                 | 1991년 3월 8일   | 1993년 3월 25일  |
| 37화 | 네오 황제와 나디아 (ネオ皇帝)                       | 오오카와 히사오(大川久男) 타나미 야스오(田波靖男) | 모리 타케시(もりたけし)                             | 마키노 시게토(牧野滋人) 모리 타케시(もりたけし)   | 코이즈미 노보루(小泉昇) 안노 히데아키(庵野秀明)                             | 1991년 3월 29일  | 1993년 3월 26일  |
| 38화 | 마지막 결전 (宇宙へ…)                               | 오오카와 히사오(大川久男) 타나미 야스오(田波靖男) | 히구치 신지(樋口真嗣)                               | 마사 유키(摩砂雪)                                 | 스즈키 슌지(鈴木俊二)                                                       | 1991년 4월 5일   | 1993년 4월 1일   |
| 39화 | 나디아의 선택 (星を継ぐ者…)                         | 오오카와 히사오(大川久男) 타나미 야스오(田波靖男) | 쿠보오카 토시유키(窪岡俊之)                         | 모리 타케시(もりたけし)                           | 스즈키 슌지(鈴木俊二) 사다모토 요시유키(貞本義行) 쓰루마키 가즈야(鶴巻和哉) | 1991년 4월 12일  | 1993년 4월 8일   |

일본에서의 결방
- 1990년 6월 29일: 아키시노노미야 후미히토 친왕과 후미히토 친왕비 기코의 결혼식
- 1990년 8월 3일: NHK 해외 드라마 스페셜 《피리 부는 사나이(The Pied Piper)》
- 1990년 8월 10일: 토마토 클럽 - 카타오카 츠루타로이 건강한 초등학생 이백 명의 가족 사진에 깜짝 (とまとくらぶ 片岡鶴太郎が元気な小学生二百人の家族写真にビックリ)
- 1990년 8월 17일: NHK 스페셜 "비경 시베리아 (후편)" (NHKスペシャル「秘境大シベリア(後編)」)
- 1990년 9월 28일: 아사히 카세이 헬기 추락 사고
- 1990년 10월 5일: NHK 스페셜 "중동: 침공에서 2개월" (NHKスペシャル「中東・侵攻から2か月」)
- 1990년 10월 12일: NHK 스페셜 "긴급 토지 개혁: 땅값은 낮출 수" (NHKスペシャル「緊急土地改革・地価は下げられる」)
- 1990년 10월 19일: NHK 스페셜 "중동 공헌 방법: 일본은 무엇을해야 하나" (NHKスペシャル「中東貢献策・日本は何をなすべきか」)
- 1990년 11월 23일: 1990년 NHK배 국제 피겨스케이트 경기대회 (1990年NHK杯国際フィギュアスケート競技大会)
- 1990년 12월 28일: NHK 스페셜 "은하 우주 오디세이 (총집편 제2부: 꿈, 어머니 우주)" (NHKスペシャル「銀河宇宙オデッセイ(総集編第2部「夢・母なる宇宙」)」)
- 1991년 1월 4일: 이상하게 재미 생물 대전집 (不思議おもしろ生き物大全集)
- 1991년 1월 18일: 걸프 위기 특집 "어떻게 걸프 전쟁" (湾岸危機特番「どうなる湾岸戦争」)
- 1991년 3월 15일: NHK 스페셜 "거대 도시: 도쿄를 어떻게" (NHKスペシャル「巨大都市・東京をどうする」)
- 1991년 3월 22일: NHK 스페셜 "텔레비전은 전쟁을 어떻게 전 했는가" (NHKスペシャル「テレビは戦争をどう伝えたか」)

한국에서의 결방
- 1992년 11월 20일: 1992년 MBC 대학가곡제
- 1992년 11월 27일: MBC 특별방송 "1993년 전기대학 원서접수상황"
- 1992년 12월 11일: 1992년 프로야구 골든글로브 시상식
- 1992년 12월 24일: MBC 성탄특집 음악회
- 1992년 12월 31일: 1992년 지구촌 기록
- 1993년 1월 1일: MBC 신년특집 쇼 "'93 출발"
- 1993년 1월 21일: 1993년 월드 올스타 탁구 대회
- 1993년 1월 22일: MBC 설날특선 "세계 최고의 마술사"
- 1993년 2월 25일: 제14대 대통령 취임 경축음악회
- 1993년 3월 19일: 제29회 백상예술대상
- 1993년 4월 2일: 내고향 좋을씨고 (18:10 ~ 18:20), 《여러분의 인기가요》 (100회 특집) (18:20 ~ 18:45)

## 같이 보기
- NHK의 애니메이션 작품 목록